# Herbert Pitman
Herbert John "Bert" Pitman, född 20 november 1877 i Sutton Montis, Somerset, England, död 2 december 1961 i Pitcombe, Somerset, var tredje styrman ombord på det välkända fartyget RMS Titanic. Han var den enda av styrmännen ombord som inte var medlem i Royal Navy Reserve. Han var anställd av White Star Line från 1906 och fram till 1920-talet. Han arbetade även som styrman ombord på fartyg som Majestic och Oceanic.

## Ombord på Titanic
Den 26 mars 1912 blev Pitman kallad till White Star Lines kontor i Liverpool. Därifrån reste han till Belfast för att medverka vid sjötesten av RMS Titanic. Han reste sedan med till Southampton där fartyget den 10 april påbörjade sin officiella jungfrufärd mot New York. Som tredje styrman på Titanic var Pitman bland annat sysselsatt med stjärnobservationer för positionsbestämmelse av fartyget och att se till att skeppets kompasser visade korrekt kurs. Vid behov kunde han också ta befäl över fartyget om någon av de högre rankade styrmännen av någon anledning behövde avlägsna sig från bryggan.
Pitman var inte i tjänst och låg till sängs när Titanic kolliderade med ett isberg. Han berättade sedan i förhör att han hörde kollisionen. Pitman beskrev att det lät ungefär som en rullande kätting då ett skepp fällde ankar. Han gick ut ur sin hytt på båtdäcket en kort stund, men såg ingenting och gick in igen för att klä sig inför nästa arbetspass som snart började. Sedan han informerats av fjärde styrman Joseph Boxhall att fartyget tog in vatten och att postrummet var vattenfyllt tog han sig ner till fören där han såg en del is på däck, samtidigt som besättningsmän kom upp från de främre däcken och talade om att deras hytter vattenfyllts. Han gick sedan åter upp till båtdäck och började förbereda livbåtarna på styrbordssidan för evakuering. Han noterade den nya modellen av dävertar till båtarna och sade att de fungerade mycket smidigt.
Under arbetet med att göra i ordning livbåt 5 tilltalades Pitman vid flera tillfällen av en pyjamasklädd man på däck. Mannen sade till honom att det inte var någon tid att förlora och att han borde börja fylla livbåten. Pitman svarade då att han enbart tog order från kapten Smith. Senare fick Pitman reda på att denna man var bolagsdirektören Bruce Ismay.

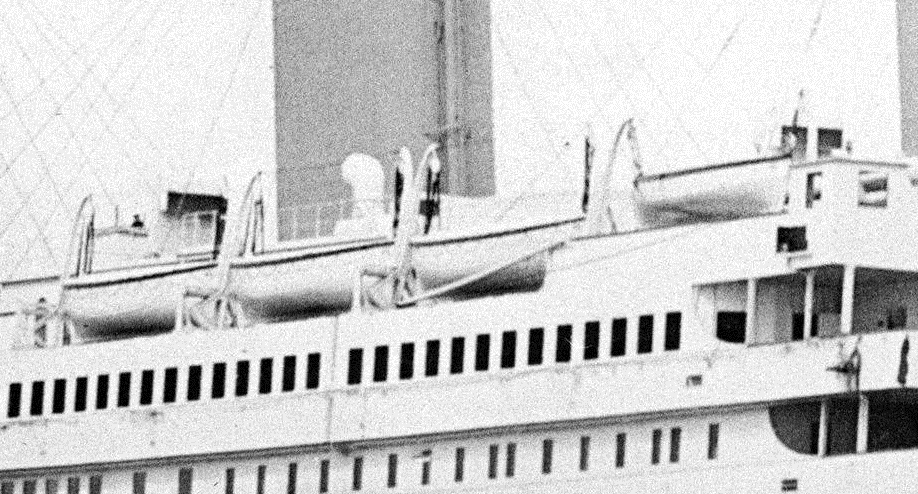
Livbåt nummer 5 som Pitman förde befäl över var placerad på styrbordssidan på den främre delen av Titanics båtdäck.

Pitman lämnade fartyget tidigt. På order av förste styrman William Murdoch tog han befäl över livbåt nummer 5. Murdoch skakade hand med Pitman och sade "-Farväl, lycka till!". Båten var bland de första som lämnade fartyget, och flera passagerare kände sig fortfarande mycket säkrare på Titanic än i livbåten. Ungefär 36 personer gick i totalt, och när inte fler kvinnor och barn sågs till steg också flera män i båten. Miljonären John Jacob Astor IV skall ha utbrustit "-Vi är säkrare här än i den lilla båten!".
Pitman hade instruerats att plocka upp mer folk från sidodörrar på fartyget men fann dessa stängda. Efter att ha avvaktat en stund beordrade han sedan båtens sjömän att ro runt 300 till 400 yards från Titanic. Efter runt en timme i livbåten förstod Pitman att fartyget var dömt. När Titanic slutligen förliste tittade han på sin klocka och sade, "-den är 2.20". Pitman ville ro tillbaka för att rädda personer ur havet, men passagerare i livbåten protesterade mot detta. När Pitman hörde skriken och ropen från förlisningsplatsen sade han till sina besättningsmän att de skulle börja ro tillbaka. George Harder, en av passagerarna i livbåten vittnade om att flera röster hördes i livbåten, med orden "gör det inte!". Passageraren Eleanor Cassebeer berättade senare för en tidning att Pitman tre gånger gett order om att vända tillbaka, men att när sjömännen börjat ro hade personer i livbåten handgripligen tagit tag i årorna och hindrat dem.
I gryningen den 15 april observerade Pitman ett flertal stora isberg runt sin livbåt, fram till dess hade han inte sett några isberg alls under resans gång. Han togs tillsammans med de andra överlevarna ombord på RMS Carpathia och nådde New York några dagar senare.

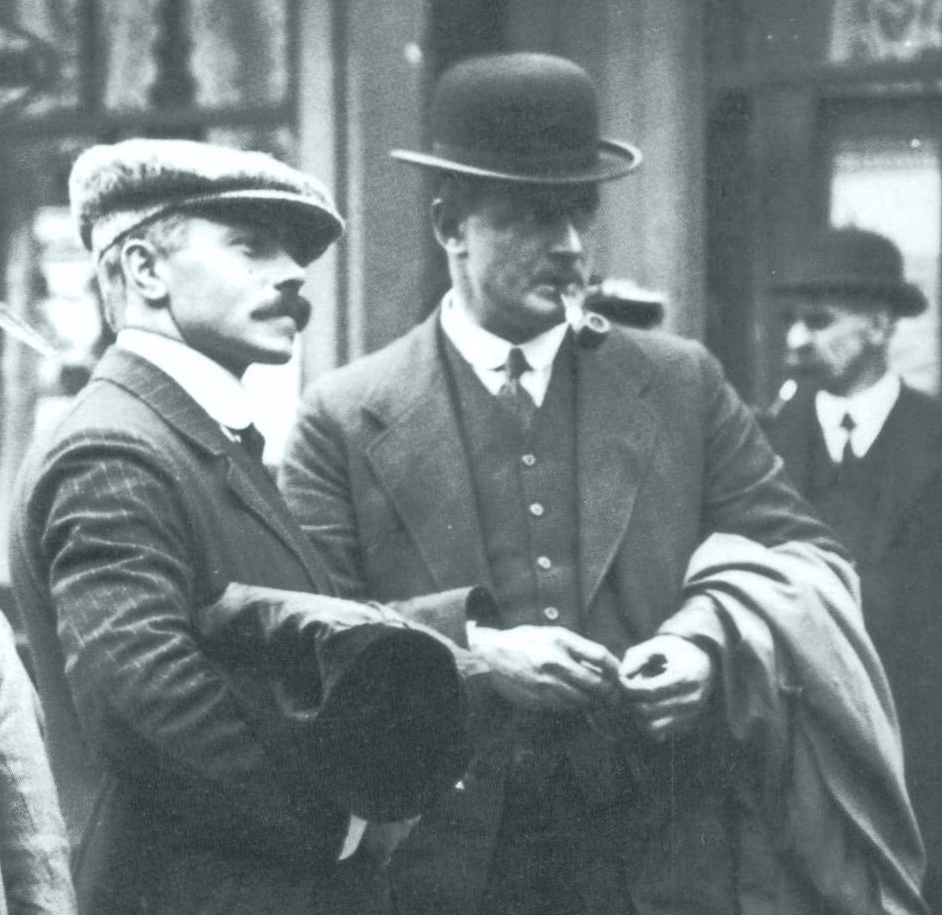
Pitman, till vänster, i samspråk med andre styrman Charles Lightoller.

Pitman deltog liksom övriga överlevande officerare i förhör om olyckan i USA och Storbritannien. Pitman tillhörde dem som inte trodde att fartyget bröts itu vid förlisningen. När en av senatorerna i det amerikanska förhöret började gå in i detalj på de hur de rop som hördes efter förlisningen uppfattades blev Pitman upprörd och svarade flera gånger att han inte ville tala om saken och att det helt enkelt inte gick att beskriva. Pitman fick även många frågor om hur fartygets vattentäta dörrar fungerade, om isberg, och om skeppets kurs och hastighet.
Han tjänstgjorde senare på fartyg som RMS Oceanic och RMS Olympic. När han blev äldre fick han lämna arbetet som däcksofficer och börja arbeta som purser då han fått sämre syn. På 1920-talet började han arbeta på bolaget Shaw, Savill and Albion Company Ltd. 1946 gick han slutligen i pension, men inte innan han tilldelats Brittiska imperieorden (klass MBE).
1958 närvarade Pitman tillsammans med Joseph Boxhall vid premiären av filmen Titanics undergång. Han sade att filmen gav en i stort sett korrekt bild av hur förlisningen hade gått till.